# Valsgaard Kirke
Valsgaard Kirke er en kirke i Valsgaard Sogn i Hindsted Herred
Skib og kor er i romansk stil af granitkvadre, mens tårnet menes at være fra middelalderen -restaureret i 1885.